# Silnice II/397
Silnice II/397 je silnice II. třídy, která vede z Hostěradic ke hraničnímu přechodu Jaroslavice / Zwingendorf. Je dlouhá 26,5 km. Prochází jedním krajem a jedním okresem.

## Vedení silnice

### Jihomoravský kraj, okres Znojmo
- Hostěradice (křiž. II/400, III/3971)
- Mackovice (křiž. I/53, III/3972, III/3974)
- Božice (křiž. II/414, III/4141, III/3975)
- Hrádek (křiž. II/408)
- Jaroslavice (křiž. II/3976, III/3977, III/3978, III/39713)